# Article I de la Constitution des États-Unis
L'Article Ier de la Constitution des États-Unis d'Amérique est l'article qui rend compte du pouvoir législatif du Gouvernement fédéral des États-Unis. Il est connu sous le nom de Congrès, qui inclut la Chambre des représentants et le Sénat. Divisé en dix sections, l'article I établit dans ses premiers paragraphes les règles et conditions selon lesquelles les membres de chaque Chambre sont élus et la durée de leur mandat. En outre, il définit le mécanisme législatif et énumère les différents pouvoirs conférés au Congrès. Enfin, il décrit dans ses dernières sections les limites du pouvoir législatif fédéral et d'État.
Les trois premiers articles de la Constitution américaine concernent les trois branches du pouvoir fédéral américain. Le pouvoir législatif est défini en vertu de l'article I, le pouvoir exécutif en vertu de l'article II et le judiciaire en vertu de l'article III. L'article I est le plus long des sept articles qui constituent la version originale de la Constitution des États-Unis.
Les amendements à l'article I, à la différence des amendements aux autres articles, sont explicitement limités par la Constitution. Par exemple, aucun amendement passé avant 1808 n'a pu affecter les premières et quatrièmes clauses de la section neuf du premier article. La première clause a empêché le Congrès d'interdire le commerce d'esclaves jusqu'en 1808 ; la troisième clause a empêché tout impôt qui ne soit pas également réparti selon la population des États. De plus, la constitution interdit au Congrès de priver un État d'une représentation égale au Sénat sans consentement de l'État.

## Section 1: Le Congrès
« Tous les pouvoirs législatifs accordés par cette Constitution seront attribués à un Congrès des États-Unis, qui sera composé d'un Sénat et d'une Chambre des représentants. »
La « clause d'investiture » accorde toute l'autorité législative de l'État au Congrès. Alors que nombre de pays et d'États tiennent compte des référendums populaires, cette section permet au Congrès et à lui seul, sans l'aval du peuple, d'établir les textes de loi. Des « clauses d'investiture » se trouvent aussi dans les articles II et III de la constitution, et diffèrent en fonction des types de pouvoir concernés. La constitution établit, de ce fait, le principe de séparation des pouvoirs, selon lequel aucun pouvoir ne peut exercer son autorité sur l'autre (Par exemple, le pouvoir exécutif ne peut promulguer que des lois adoptées par le pouvoir législatif).
Le principe selon lequel le Congrès ne peut déléguer son autorité à un autre pouvoir de l'État (particulièrement l'exécutif) est connu sous le nom de doctrine de la non-délégation (Non-Delegation Doctrine). Cependant, la Cour suprême des États-Unis a décrété que les fonctions administratives pouvaient être déléguées aux fonctions exécutives, tant qu'elles font preuve d'un « principe de compréhension ».

## Section 2: La Chambre des représentants
La deuxième section définit la Chambre des représentants.
Celle-ci est souvent désignée par le nom de « chambre basse » du Congrès — une terminologie employée de manière semblable pour les deux chambres du Parlement du Royaume-Uni, la « chambre haute » désignant la Chambre des lords, la « chambre basse » désignant la Chambre des communes — mais le pouvoir de la Chambre des représentants est sensiblement égal à celui du Sénat. La Chambre des représentants a le pouvoir unique de contrôle du budget, tandis que le Sénat a le pouvoir d'approuver la ratification de traités et nominations faites par le Président.

### Clause 1: Termes des élections
« La Chambre des représentants sera composée de membres choisis tous les deux ans par le peuple des différents États ; dans chaque État les électeurs devront répondre aux conditions requises pour être électeur à l'assemblée la plus nombreuse de la législature de cet État. »
La section 2 de l'Article I prévoit que l'élection de la Chambre des représentants se fait par le peuple tous les deux ans.

### Clause 2: Conditions
« Nul ne pourra être représentant s'il n'a atteint l'âge de vingt-cinq ans, s'il n'est citoyen américain depuis sept ans et s'il ne réside, au moment de l'élection, dans l'État où il doit être élu. »
La constitution prévoit qu'un élu de la Chambre des représentants doit être âgé de vingt-cinq années, doit, au moment de l'élection, résider dans l'État dans lequel il est élu et doit avoir la citoyenneté américaine depuis plus de sept années. Il n'y a aucune condition quant à la mention de résidence de l'élu dans la circonscription qu'il représente. Dans la plupart des cas, même s'il existe quelques exceptions, la plupart habitent la circonscription dans laquelle ils sont élus.

### Clause 3: Répartition
« Les représentants et les impôts directs seront répartis entre les différents États qui pourront faire partie de cette Union, proportionnellement au nombre de leurs habitants, qui sera déterminé en ajoutant au nombre total des personnes libres, y compris celles qui se sont louées pour un nombre d'années déterminé, mais à l'exclusion des Indiens non soumis à l'impôt, trois cinquièmes de toutes les autres personnes. Le recensement sera effectué dans les trois ans qui suivront la première réunion du Congrès, et ensuite tous les dix ans, de la manière qui sera fixée par la loi. Le nombre des représentants n'excédera pas un pour trente mille habitants, mais chaque État aura au moins un représentant : jusqu'à ce que le recensement soit effectué, l'État du New Hampshire aura droit à trois représentants, le Massachusetts à huit, l'État de Rhode Island et des plantations de Providence à un, le Connecticut à cinq, l'État de New York à six, le New Jersey à quatre, la Pennsylvanie à huit, le Delaware à un, le Maryland à six, la Virginie à dix, la Caroline du Nord à cinq, la Caroline du Sud à cinq et la Géorgie à trois. »
Un recensement décennal permet d'ajuster l'équilibre des représentants. Le nombre de représentants pour chaque État dépend de sa population, mais chaque État a le droit au moins à un représentant. Sont à l'origine comprises dans la population d'un État toutes les « personnes libres », trois-cinquièmes des « autres personnes » (les esclaves) et est exclue de celle-ci la population amérindienne, qui ne paye pas l'impôt. L'intention originelle d'inclure les esclaves dans la population, était d'augmenter le pouvoir politique des États esclavagistes en augmentant leur représentation à la Chambre des représentants, à l'origine le compromis des trois-cinquièmes durant la convention de Philadelphie.
Le quatorzième amendement a changé cette disposition en enlevant la clause des trois-cinquièmes, l'esclavage ayant été aboli après la guerre de Sécession. Il n'y a aujourd'hui aucun Amérindien non imposé, et toute personne résidente d'un État américain — qu'elle soit votante ou non — est incluse dans la population de l'État.

## Section 3: Le Sénat
La section 3 de l'article I est relative au Sénat. Comme il est précisé précédemment, le Sénat est souvent considéré comme la « chambre haute » du Congrès, bien que les deux assemblées que sont la Chambre des représentants et le Sénat aient un pouvoir équivalent tel que défini dans la Constitution. Néanmoins, du fait du nombre inférieur de Sénateurs par rapport au nombre de Représentants et de la durée plus longue de leur mandat, la fonction de Sénateur tend à être plus influente que son homologue à la chambre des Représentants. Certains Sénateurs ont, par le passé, parfois clairement exprimé que leur assemblée était la chambre supérieure du Congrès, bien qu'une telle affirmation ne repose sur aucune base constitutionnelle explicite. En 1789, après s'être réuni, le Sénat a, sans succès, tenté de faire passer une loi sur la communication entre les deux chambres statuant de la supériorité de celui-ci sur la chambre des Représentants. Le Sénat entendait pouvoir, par cette loi, envoyer ses messages à la Chambre des représentants par l'intermédiaire d'un commis unique, alors que les messages de la Chambre des Représentants devaient être communiqués par deux représentants, qui devaient « faire allégeance » en entrant et sortant de la chambre du Sénat.

### Clause 1: Composition et durée de législature
« Le Sénat des États-Unis sera composé de deux sénateurs pour chaque État, choisis pour six ans par la législature de chacun, et chaque sénateur disposera d'une voix. »
La section 3 dispose que chaque État a le droit d'être représenté par deux Sénateurs choisis pour une durée de six années. À l'origine, les Sénateurs n'étaient pas élus mais désignés par le corps législatif de chaque État. Cependant, le dix-septième amendement de la constitution prévoit aujourd'hui l'élection directe des sénateurs par les électeurs de leur État respectif. Cette réforme fut considérée comme une avancée vers plus de démocratie mais privait de fait les États d'une représentation directe au Gouvernement fédéral.

## Section 6: Représentants et Sénateurs

### Clause 2: Inéligibilité
« Aucun sénateur ou représentant ne pourra, durant la période pour laquelle il a été élu, être nommé à une fonction civile relevant de l'autorité des États-Unis, qui aurait été créée ou dont le traitement aurait été augmenté durant cette période ; et aucune personne occupant une charge relevant de l'autorité des États-Unis ne sera membre de l'une ou l'autre des deux Chambres tant qu'elle exercera ces fonctions. »
Cette clause d'inéligibilité pour les membres du Congrès force parfois l'utilisation d'un mécanisme de contournement, appelé « Remède de Saxbe » lorsqu'un président souhaite nommer l'un de ceux-ci à des fonctions exécutives ou judiciaires. Ce « remède » consiste généralement à réduire le salaire de la fonction au niveau où elle était avant son augmentation votée au cours du mandat concerné.

## Section 8: Pouvoirs du Congrès
La huitième section contient 18 clauses qui définit les pouvoirs énumérés du Congrès. Ces pouvoirs incluent, d'abord, le pouvoir de percevoir les taxes, droits, impôts et accises pour rembourser les dettes et assurer la défense commune et le bien-être général des États-Unis.
La troisième clause, la « clause sur le commerce », prévoit que le Congrès des États-Unis a le pouvoir « [D]e réglementer le commerce avec les nations étrangères, entre les divers États, et avec les tribus indiennes ». La loi sur les substances contrôlées, dans sa partie A, s'appuie sur cette disposition pour son autorité constitutionnelle pour réglementer les drogues : « Une majeure partie du trafic des substances contrôlées coule dans le commerce entre États de l'Union et le commerce d'exportation. Des choses indirectes qui ne sont pas une partie intégrante d'écoulement entre États ou avec l'étranger, tels que la fabrication, distribution locale, ou possession, néanmoins ont un effet substantiel et direct sur le commerce entre États ». Une critique est qu'une telle interprétation étendue de la clause donne, pour fins pratiques, un pouvoir de police au gouvernement fédéral des États-Unis.